# غورنياك
غورنياك (بالروسية: Горняк) هي إحدى مدن روسيا في الكيان الفدرالي الروسي ألطاي كراي.